# Terpenoider

Strukturformeln för hemiterpenoiden isopentenylpyrofosfat som används som byggsten vid biosyntesen av större terpenoider.

Terpenoider, ibland kallade isoprenoider är en stor och varierande klass av naturligt förekommande organiska föreningar som påminner om terpener som är derivat av femkolsmolekylen isopren sammansatta och modifierade på talrika sätt. De flesta är flerrings-strukturer som skiljer sig från varandra inte bara vad beträffar funktionella grupper utan också i deras grundläggande kolskelett. Dessa lipider återfinns hos alla organismgrupper och utgör den största gruppen av naturprodukter. Många terpenoider har antibakteriella egenskaper, som exempel kan nämnas karvakrol och tymol.
Växtterpenoider används i stor utsträckning för sina aromatiska egenskaper. De spelar roll i traditionella örtrecept och deras antibiotiska, kemoterapeutiska och andra farmaceutiska egenskaper är under undersökning. Terpenoider bidrar till doften hos eucalyptus, smaken hos kanel, kryddnejlikor och ingefära, den gula färgen hos solrosor och den röda färgen hos tomater. Välkända terpenoider innefattar citral, mentol, kamfer, salvinorin A (från växten Salvia divinorum), cannabinoiderna i cannabis, ginkgolid och bilobalid från Ginkgo biloba, limonen som ger citrusfrukter smak, borneol från vilket man får kamfer, samt curcuminoiderna som återfinns i gurkmeja och senapsfrön.
Steroider och steroler hos djur biosyntetiseras från terpenoid-föregångare. Ibland förenas terpenoider med proteiner för att exempelvis förbättra deras fäste i cellmembranen. vilket kallas isoprenylering.

## Struktur och klassificering
Terpener är kolväten som är resultatet av sammansättning av flera isoprenenheter. Terpenoider kan betraktas som modifierade terpener, hos vilka metylgrupper flyttats eller avlägsnats, eller syreatomer tillagts. (Vissa författare definierar termen "terpen" bredare och inkluderar terpenoiderna.) Precis som med terpenerna kan terpenoiderna klassificeras efter hur många isoprenenheter som använts:
- Hemiterpenoider, 1 isoprenenhet (5 kolatomer)
- Monoterpenoider, 2 isoprenenheter (10 kolatomer)
- Seskviterpenoider, 3 isoprenenheter (15 kolatomer)
- Diterpenoider, 4 isoprenenheter (20 kolatomer) (t.ex. ginkgolider)
- Triterpenoider, 6 isoprenenheter (30 kolatomer) (t.ex. steroler)
- Tetraterpenoider, 8 isoprenenheter (40 kolatomer) (t.ex. karotenoider)
- Polyterpenoider, med ett högre antal isoprenenheter (gummi)

Terpenoider kan också klassificeras efter antalet cykliska strukturer de innehåller. Man kan testa för terpinoider med Salkowskis test.
Meroterpener är en benämning på en klass terpenoidderivat av varierande ursprung och utseende.

## Biosyntes
Det finns två reaktionsvägar för att tillverka terpenoider:

### Via mevalonsyra (MVA)
Många organismer tillverkar terpenoider från Acetyl-koenzym A via mevalonsyra, samma reaktionsväg som också ger kolesterol. Reaktionerna sker i cytosolen och upptäcktes på 1950-talet.
|  |
|  |
|  |
|  |
|  |
|  |
|  |

Slutprodukter är de isomera isopenentylpyrofosfat (IPP) och dimetylallylpyrofosfat (DMAPP).

### Via metylerytritolfosphat (MEP)
Reaktionsvägen över 2-C-metyl-D-erytritol 4-fosfat och 1-deoxy-D-xylulos 5-fosfat äger rum i plastiderna hos växter och Apicomplexa, såväl som hos många bakterier. Den upptäcktes sent på 1980-talet.
|  |

Slutprodukter är de isomera isopenentylpyrofosfat (IPP) och dimetylallylpyrofosfat (DMAPP).

### Från IPP och DMAPP
Isopentenylpyrofosfat (IPP) och dimetylallylpyrofosfat (DMAPP) är slutprodukter från båda de ovan beskrivna reaktionsvägarna och är föregångare till isopren (5C), monoterpinoider (10C), diterpenoider (20C), karotenoider (40C), klorofyller och plastoquinon-9 (45C). Syntes av alla högre terpenoider sker via bildande av geranylpyrofosfat (GPP), farnesylpyrofosfat (FPP) och geranylgeranylpyrofosfat (GGPP).
| Förenklad syntesväg med terpenoidintermediärerna isopenentylpyrofosfat (IPP), dimetylallylpyrofosfat (DMAPP), geranylpyrofosfat (GPP) och squalen. Vissa mellanled har uteslutits. |

### Syntesvägarnas förekomst hos olika organismgrupper
Fastän båda reaktionsvägarna, MVA och MEP, är ömsesidigt uteslutande hos de flesta organismer, har interaktioner mellan dem rapporterats från växter och några få bakteriearter.
| Organism  | Reaktionsväg    |
| --------- | --------------- |
| Bakterier | MEP (eller MVA) |
| Archaea   | MVA             |
| Grönalger | MEP             |
| Växter    | MVA och MEP     |
| Djur      | MVA             |
| Svampar   | MVA             |